# Минёр (футбольный клуб)
«Минёр» — болгарский футбольный клуб из города Перник. Основан в 1919 году. Играет на стадионе «Минёр», вместимостью 10 000 сидячих мест (уменьшено после реконструкции с 30 000 мест). В настоящее время играет в высшем дивизионе Болгарии. «Минёр» до сих пор не выиграл ни одного крупного турнира, но становился финалистом в кубке Болгарии 1958 года. Один из международных успехов клуба — это победа в турнире[каком?] в Индонезии.

## История
Датой основания клуба считается 1919 год. Хотя сам клуб образовался в 1944 году слиянием нескольких футбольных клубов из города Перник: «Кракра» (основан в 1919 году), «Светкавица» (1932), «Бенковски» (1936) и ZHSK (1941), получив название «Рудничар». После Второй мировой войны Болгария стала народной республикой, поэтому клуб был переименован в «Республиканец’46». В 1949 году стал носить название спортивного общества «Торпедо». Впервые под названием «Минёр» клуб стал известен в 1952 году. В 1969 году объединился с другим клубом из Перника — «Металлургом», и стал носить название «Кракра». В Национальном футбольном чемпионате наилучшим достижением клуба стало 4-е место под названием ФК «Кракра» в 1936 году.
Выйдя в 1951 году в Профессиональную футбольную Группа «A» Болгарии клуб зарекомендовал себя высококлассной командой, которая до сезона 1961/62 года считалась одной из лучших в стране. Лучшим достижением здесь также стало 4-е место, завоеванное дважды — в 1955 и 1961 годах.
В 1956 году лучшим бомбардиром чемпионата стал капитан команды Павел Владимиров, забивший 16 голов. Владимиров также установил рекорд по количеству проведенных матчей за клуб — 305. Бывший форвард команды до сих пор явлляется лучшим бомбардиром в истории клуба, за него он забил 98 голов.
В 1958 году клуб вышел в финал кубка Болгарии, где проиграл пловивскому «Спартаку» (0:1).
В 1962 году «Минёр» вылетел из высшей лиги. После чего, вплоть до 2008 года, клуб играл только в высшем и втором дивизионе, постоянно то возвращаясь, то снова вылетая из высшего. До 2008 года Минёр в общей сложности 32 раза играл в высшей лиге.
Крупнейшей победой клуба считается разгром «Торпедо» Плевен со счетом 6:0 в 1951 году, а поражением от «Берое» — 0:8 в 1973 году.

### Прежние названия
- «Рудничар »— 1944—1946
- «Республиканец’46» — 1946—1948
- «Торпедо» — 1948—1952
- «Минёр» — 1952—1969
- «Кракра» — 1969—1970
- «Перник» — 1970—1973

## Достижения
Национальная футбольная лига (название высшего дивизиона до 1944 года)
- 4-е место (1): 1936

Профессиональная футбольная Группа «A» (название высшего дивизиона с 1948 года)
- 4-е место (2): 1955, 1961

Кубок Болгарии:
- Финалист (1): 1958
- Полуфиналист (2): 1936, 2009